# Landgericht Kaukehmen
Das Landgericht Kaukehmen war bis 1849 ein preußisches Land- und Stadtgericht mit Sitz in Kaukehmen.

## Geschichte
In Kaukehmen bestand das Justizamt Kukerneese. Sein Gerichtsbezirk umfasste 1837 114 Ortschaften mit 13.643 Gerichtseingesessenen. Am Gericht waren ein Justizamtmann, ein Assessor und fünf weitere Mitarbeiter beschäftigt.
Mit Kabinetts-Ordre vom 22. August 1838 wurden dieses aufgehoben und ein Landgericht Kaukehmen gebildet. Es war ein Gericht 1. Klasse im Sprengel des Oberlandesgerichts Insterburg. 
Sein Gerichtsbezirk umfasste nun die Kirchspiele Kallningken und Kaukehmen und die Kirchspielsanteile Russ und Schakuhnen mit 13.125 Gerichtseingesessenen. Am Gericht waren ein Direktor, zwei Richter und vier weitere Mitarbeiter beschäftigt.
Nach der Märzrevolution wurden 1849 einheitlich Kreisgerichte gebildet. In Kaukehmen entstand das Kreisgericht Kaukehmen mit einer Gerichtskommission Seckenburg.